# Henuttaui B
Henuttaui (ḥnw.t-t3.wỉ, "Dama de les dues terres"), o Henuttaui B per l'egiptologia, va ser una princesa egípcia de la XXI dinastia. El seu pare era Pinedjem I, Summe Sacerdot d'Amon i governant de facto del sud d'Egipte, i la seva mare Duathathor-Henuttaui, filla de Ramsès XI. Es desconeix si Henuttaui B va contraure matrimoni.
Està representada al temple de Luxor amb el seu pare i les seves dues germanes, Maatkare i Mutnedjmet. Va ocupar els càrrecs de cantant d'Amon i flautista de Mut.

## Enterrament
Va ser enterrada a la tomba MMA 60 a Deir el-Bahari amb diversos dels seus familiars. La mòmia d'Henuttaui B es troba avui en dos taüts guardats al Museu d'Antiguitats Egípcies (JE 49100-49102). Embolicant la mòmia de Henuttaui B hi havia un sudari que representava Osiris, déu de l'inframón, i una corona de flors. Enterrats amb ella hi havia una petita estàtua del déu Osiris, dos rotlles de papir que representen l'inframón d'Amduat i una caixa de fusta de tres compartiments que contenien 401 figuretes uixebti de ceràmica verda. Excepte els 2 rotlles de papir que es troben actualment al Museu Egipci (JE 51948-51949), la resta d'artefactes es conserven al Museu Metropolità de Nova York.